# Chapterhouse
Chapterhouse var ett tidigt engelskt shoegazingband, bildat i Reading 1987 av Andrew Sherriff och Stephen Patman.

## Diskografi

### Studioalbum
- Whirlpool (1991)
- Blood Music (1993)

### Samlingsalbum
- Rownderbowt (1996)
- The Best of Chapterhouse (2007)

### EP
- Freefall (1990)
- Sunburst (1990)

### Singlar
- "Something More" (1990)
- "Pearl" (1991)
- "Falling Down" (1991)
- "Mesmerise" (1991)
- "Mesmerise (remix)" (1991)
- "Don't Look Now" (1992)
- "She's a Vision" (1993)
- "We Are the Beautiful" (1993)